# Aeternus hieroglyphicus
Aeternus hieroglyphicus är en insektsart som beskrevs av William Lucas Distant 1918. Aeternus hieroglyphicus ingår i släktet Aeternus och familjen dvärgstritar. Inga underarter finns listade i Catalogue of Life.